# 27e régiment d’infanterie
Das 27e régiment d’infanterie (27e RI) war ein Infanterieregiment der französischen Armee.

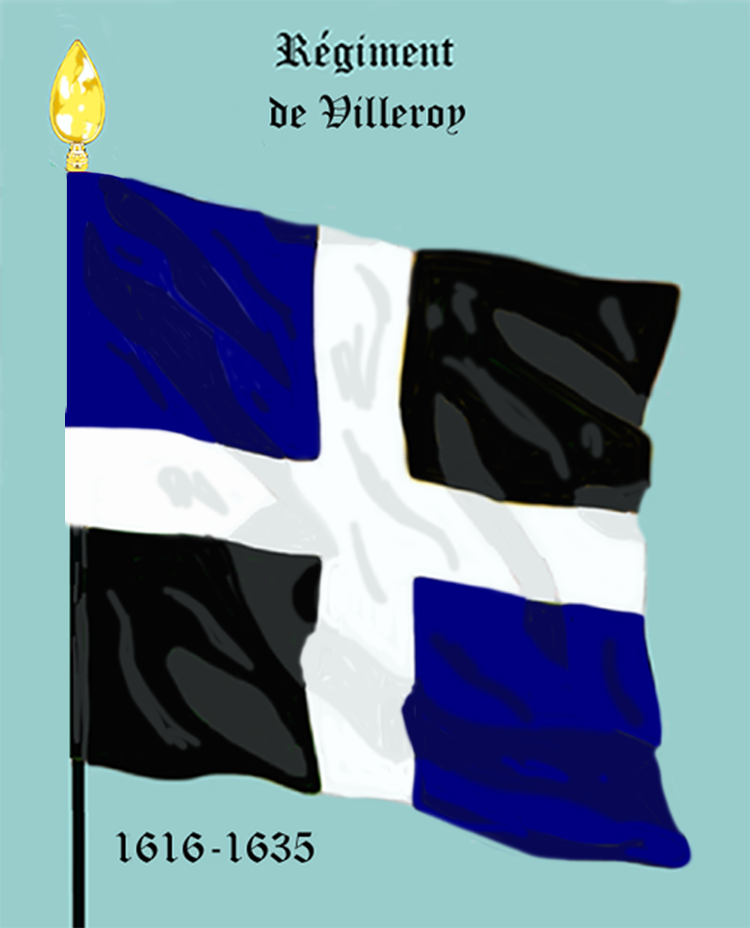
Ordonnanzfahne des Rég de Villeroy und des Rég de Lyonnais

Vor der Einführung der Nummerierung der Regimenter am 1. Januar 1791 führte es in der königlich französischen Armee zuletzt den Namen Régiment de Villeroy.

## Aufstellung und Umbenennungen
- 13. November 1616: Aufstellung des „Régiment de Villeroy“ durch ein Patent von König Ludwig XIII.
- August 1631: Neuer Regimentsinhaber wurde der Chevalier d’Alincourt, worauf die Umbenennung in „Régiment d’Alincourt“ folgt.
- 15. September 1635: das Regiment erhielt das Drapeau blanc[1] und führte von da an die Bezeichnung „de Lyonnais“.
- 19. Januar 1714: Eingliederung des „Régiment de Monaco“
- 13. Dezember 1714: Eingliederung des „Régiment de Charolais“
- 10. Dezember 1762: Eingliederung des „Régiment de Nice“
- 1776: In Calais wurde das 1. und 3. Bataillon zur Aufstellung des Régiment du Maine abgegeben.
- 1. Januar 1791: Im Zuge der Französischen Revolution wurden die Regimenter nur noch mit Nummern bezeichnet. Das Regiment hieß von da an 27e régiment d’infanterie de ligne (ex-Lyonnais).

Erste Reorganisation (auch Erste Zusammenlegung oder Erste Formation)
Im Zuge dieser Neuorganisation vom 28. Thermidor an II (15. August 1794) erfolgte die Zusammenführung des
- 1. Bataillon  27e régiment d’infanterie de ligne (ex-Lyonnais) mit:
  - dem 1er bataillon de volontaires du Bas-Rhin (1. Oberrheinisches Freiwilligenbataillon)
  - und dem 3e bataillon de volontaires de la Moselle (3. Bataillon der Mosel-Freiwilligen) zur
- „53e demi-brigade de première formation“ (53. Halbbrigade erster Formation)[2][3]

sowie des:
- 2. Bataillon  27e régiment d’infanterie de ligne (ex-Lyonnais) mit:
  - dem 1er bataillon de volontaires du Puy-de-Dôme (1. Département Puy-de-Dôme Freiwilligenbataillon)
  - und dem le 1er bataillon de volontaires de l’Indre (1. Département Indre Freiwilligenbataillon) zur:
- „54e demi-brigade de première formation“ (54. Halbbrigade erster Formation)

Dieser sogenannten „Ersten Zusammenlegung“ folgte eine zweite am 26 vendémiaire an V (17. Oktober 1796). Hier wurde eine „27e demi brigade de deuxième formation“ (27. Halbbrigade der zweiten Formation) aufgestellt.
Am 27. September 1803 wurde aus der bisherigen „27e demi-brigade“ das 27e régiment d’infanterie de ligne.
Während der Ersten Restauration und der Herrschaft der Hundert Tage erfolgte keine Namensänderung.
Am 16. Juli 1815 wurde im Zuge der Zweiten Restauration die gesamte Napoleonische Armee entlassen
- 11. August 1815: aus den Resten des vormaligen Regiments wurde die 56e Légion de la Moselle errichtet.[4]
- 1820: Die 27e légion de la Moselle wurde in 27e régiment d’infanterie de ligne umbenannt
- 1882: Umbenennung in „27e régiment d’infanterie“
- 1914: Bei der Mobilisation stellte das Regiment sein Reserveregiment, das 227e régiment d’infanterie auf

## Mestres de camp/Colonels
Mestre de camp war von 1569 bis 1661 und von 1730 bis 1780 die Rangbezeichnung für den Regimentsinhaber und/oder für den mit der Führung des Regiments beauftragten Offizier. Die Bezeichnung „Colonel“ wurde von 1721 bis 1730, von 1791 bis 1793 und ab 1803 geführt.
Nach 1791 gab es keine Regimentsinhaber mehr.
Sollte es sich bei dem Mestre de camp/Colonel um eine Person des Hochadels handeln, die an der Führung des Regiments kein Interesse hatte (wie z. B. der König oder die Königin), so wurde das Kommando dem „Mestre de camp lieutenant“ (oder „Mestre de camp en second“) respektive dem „Colonel-lieutenant“ oder „Colonel en second“ überlassen.
Régiment de Lyonnais
- 1772: Colonel Henri-Georges-César de Chastellux

27e régiment d’infanterie de ligne (ex-Lyonnais).
- 1791: Colonel (**) Philippe André François de Fezensac
- 1792: Colonel Constantin Joseph Dumortier

(…)
27e régiment d’infanterie de ligne
- 1803: Colonel (**) Martial Bardet baron de Maison Rouge
- 1804: Colonel (*)  Jean-Baptiste Charnotet
- 1807: Colonel (*) Baron Jean-Baptiste Pierre Menne
- 1811: Pierre-Etienne-Simon Gaudin
- 1813: Colonel Pierre François Deschamps (1813 verwundet)

Légion de la Moselle
- 20. April 1814: Colonel Alexandre Émeric de Durfort-Civrac (Légion de Maine-et-Loire)

27e régiment d’infanterie de ligne
- 8. Juni 1848: Colonel (**) Anne-Joseph Théodore Peyssard (de Passorio)[5]
- 1854: Colonel Adam (Kommandeur während des Krimkrieges)
- 1857: Colonel (*) Louis Come Agard de Rouméjoux
- 1870: Colonel Ernest Ezéchiel Marie Bon de Barolet

27e régiment d’infanterie
- 8. Juli 1904–1910: Colonel (**) Léon Raffenel
- 1914: Colonel (*) Valentin
- 1914: Colonel Tisserand
- 1917: Lieutenant-colonel Santini
- 1939: Colonel Quantin (bis zum 29. Mai 1940)
- 1977: Lieutenant-colonel Zeller

(*) später Général de brigade 
(**) später Général de division

### Hugenottenkriege
- 1621 Belagerung von Montauban

### Pfälzischer Erbfolgekrieg (1688 bis 1697)
- 1693: Zusammen mit dem Régiment d’Artois und dem neben dem Régiment de Navarre in der Schlacht bei Neerwinden und Belagerung von Charleroi

### Kriege der Revolution und des ersten Kaiserreichs
- 1793:

Zweite Schlacht bei Weißenburg 
Zwischen 1794 und 1803 gab es kein 27e régiment d’infanterie de ligne
- 1805: Feldzug in Österreich

Schlacht bei Elchingen
- 1806: Feldzug in Preußen und in Polen

Schlacht bei Jena
- 1807:

Schlacht bei Eylau
- 1808: Spanischer Unabhängigkeitskrieg

15. März 1811: Im Gefechte bei Foz d’Aronce verlor das Regimentz seine Adler
- 1814: Schlacht bei Orthez

### Deutsch-Französischer Krieg
Während des Deutsch-Französischer Krieges war das „27e régiment d’infanterie de ligne“ ab dem 1. August 1870 der Armée du Rhin zugeteilt.
Zusammen mit dem „19e bataillon de chasseurs à pied“ (19. Bataillon Jäger zu Fuß) unter Commandant De Marqué und dem 17e régiment d’infanterie unter Colonel Valentin Weissemburger, bildete das 27e RI die „1er Brigade“ von Général Antoine Dominique Abbatucci.
Diese 1. Brigade bildete wiederum mit der 2. Brigade von Général Charles Louis de Fontanges de Couzan, zwei Feldgeschützbatterien zu je vier Kanonen, einer Batterie Mitrailleuses und einer Pionierkompanie die 3e division d’infanterie (3. Infanteriedivision), kommandiert von Général de division Joseph Florent Ernest Guyot de Lespart.
Das Regiment kämpfte in diesem Krieg in der Schlacht bei Beaumont und gehörte dann bei der Belagerung der Zitadelle von Bitsch zur Festungsbesatzung.

### Erster Weltkrieg

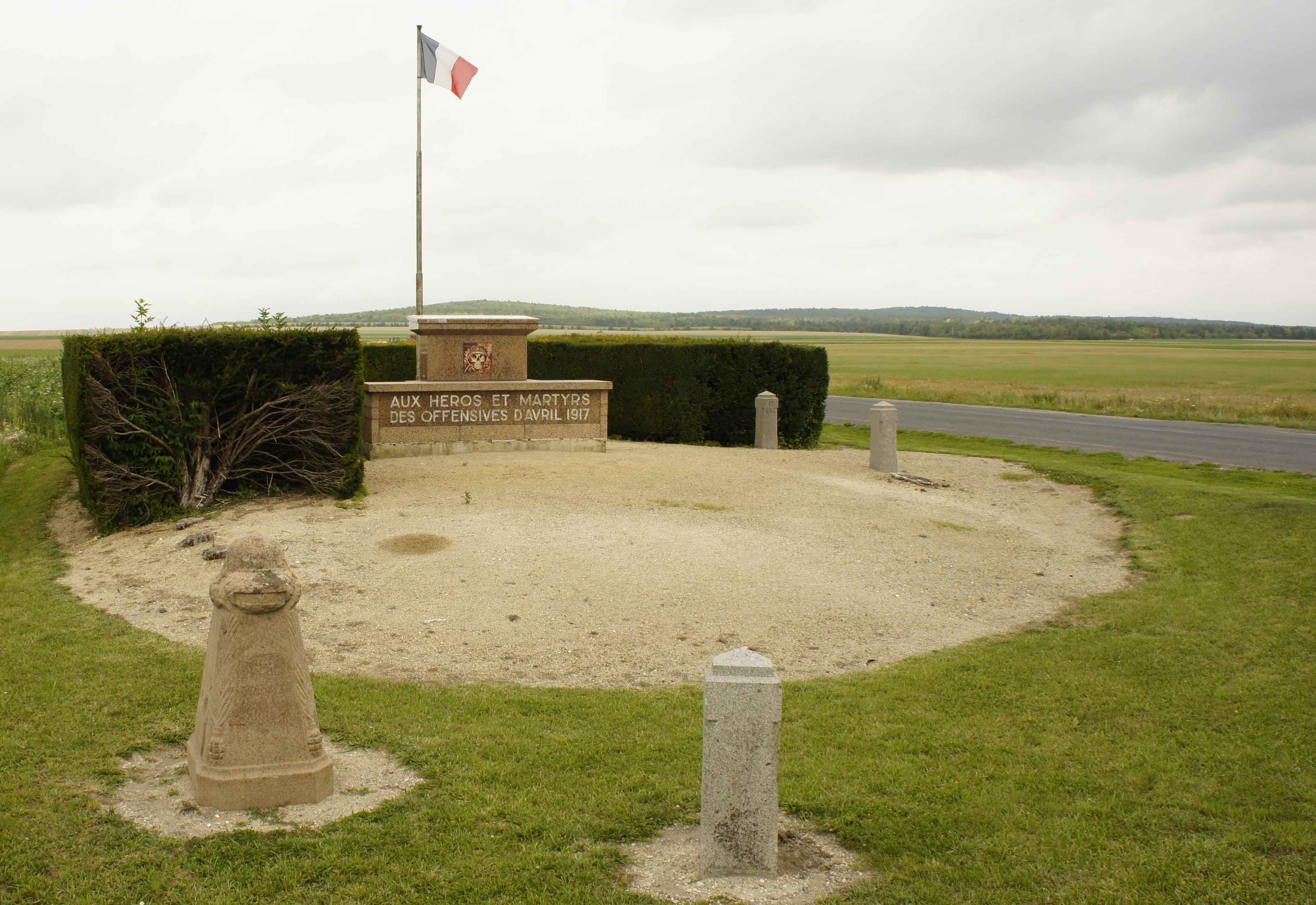
Monument zu Ehren der 8. Armee, die vordere, graue Säule ist dem 27 ^{e} RI gewidmet.

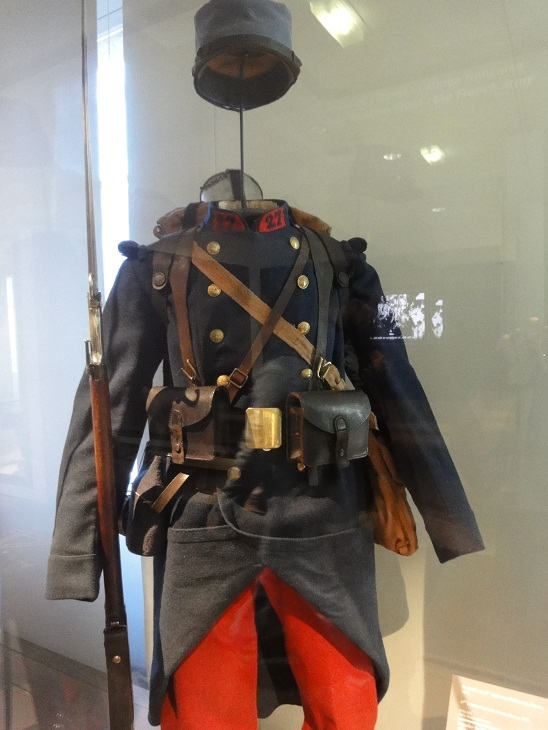
Uniform des 27^{e} RI von 1914, ausgestellt im Hôtel des invalides

Bei der Mobilmachung für den Ersten Weltkrieg lag das Regiment in Dijon in Garnison. Es gehörte zur , „30e brigade d’infanterie“, „15e division d’infanterie“, „8e corps d’armée“.

#### 1914
Vom Januar 1917 bis zum November 1918 gehörte das Regiment zur 16e division d’infanterie.
- August bis September

Kämpfe in Lothringen bei: Charmes (Vosges), Embermesnil, Fraimbois, Herbeviller, Hablutz, St Georges, Foulcrey, Hesse, Höhenkamm von Dolving, Trouée de Charmes, Rozelieures, La Mortagne, Vallois, Moyen, Seranville, Mare aux Vaches, Saint-Mihiel, Sainte-Menehould, Gizaucourt
- 21.–22. September vor Apremont (Oise)
- November bis Dezember Woëvre-Ebene: Vaux lès Palameix, Bois Bouchot, Bois des Chevaliers, Bois Baugny

#### 1915
- Januar bis September

Maashöhen: Bois d’Ailly (10. April), Forêt d’Apremont, Saillant Beaulieu
- Opérations d’avril en Woëvre: Saint-Mihiel
- Champagne (septembre-décembre): Somme Tourbe, cote 203, trou Bricot, Butte de Tahure (25 au 30 septembre), ravin des Mures

#### 1916
- Januar bis Juni

Kämpfe bei Saint-Mihiel, im Brûlé-Wald, Louvière-Wald.
- Juli bis August

Schlacht um Verdun: im Vaux-Wald, Ravin des Fontaines (Brunennschlucht).
- September

Stellungskämpfe in Lothringen: bei Reillon und Veho.
- Dezember 1916 bis Januar 1917

Kämpfe an der Somme: bei Villers-Carbonnel, Dompierre, Belloy en Santerre.

#### 1917
- Januar bis April:

Kämpfe in den Argonnen: La Harazée, La Biesme
Kämpfe an der Marne: Mont Blond
- April bis Mai: Stellungskämpfe bei Cornillet und dem Bois de la Grille
- Juli 1918 bis Juli 1918

Kämpfe in der Champagne: Maison de Champagne, Main de Massiges, Mont Têtu, Ravin de l’étang, Ville-sur-Tourbe

#### 1918
- Zweite Schlacht an der Marne: Sapicourt, Branscourt, La Vesle.
- September bis Oktober

Kämpfe in der Champagne: Moulin Cuissat, Prouilly, Marzilly, Hermonville, Moulin de Loivre, Ferme du Luxembourg, Orainville, Avaux, Ferme du Tremblot.

### Zweiter Weltkrieg
Zu Beginn des Zweiten Weltkrieges wurde der Verband als aktives, motorisiertes Infanterieregiment durch das Centre mobilisateur d’infanterie 81 (Infanterie-Mobilisierungszentrum 81) in der Kaserne in Dijon mobilisiert. Kommandeur war Colonel Quantin (gefallen am 29. Mai 1940), danach Commandant Gaillache (am selben Tag gefangen genommen).
Das Regiment war Teil der „15e division d’infanterie motorisée“ (15. motorisierte Infanteriedivision) von Général Juin, die dem 4. Korps der 1. Armee unterstand.
Voll ausgestattet verfügte das Regiment über drei motorisierte Infanteriebataillone und eine Panzerabwehrkompanie.
Im September verließ die Division ihre Friedensgarnison und bezog Stellungen im Abwehrriegel um Forbach (Moselle) in Lothringen. Der Divisionsstab war in Chauny etabliert. Die Truppe nutzte den relativ ruhigen Sitzkrieg, um seine Ausbildung zu verbessern.
Am 10. Mai 1940 verlegte das Regiment nach Sissonne und marschierte nach dem Ausbruch der Kämpfe im Verband seiner Division nach Belgien in die Gegend von Plan Dyle (bei Breda). Hier nahm die Division ab dem 12. Mai Positionen ostwärts der Ortschaften Ernage und Gembloux ein. Das 27. RI traf erst am 13. Mai ein und besetzte mit den anderen beiden Infanterieregimentern der Division, dem (134e régiment d’infanterie und 4e régiment d’infanterie) den Sektor Gembloux-Beuzet. Am 15. Mai wurden das 27 eRI südlich von Gembloux, und das 4e RI bei Beuzet von deutschen Panzerverbänden angegriffen. Die Angriffe waren so schwerwiegend, dass am Abend der Rückzugsbefehl in Richtung Wavre/Charleroi gegeben wurde. Am 16. Mai griffen die deutschen Panzer erneut an, sodass auch die nunmehrige Linie Brye/Saint-Amand/Fleurus aufgegeben werden musste. Dieser Rückzug erfolgte in guter Ordnung und wurde durch das 134eRI gedeckt.
Am 17. Mai setzte die Division den Rückzug in Richtung Valenciennes und Mons fort, obwohl die Angriffe nicht mehr so stark waren wie an den Vortagen. Der 18. Mai verlief ruhig, trotzdem wurde der Rückzug bis östlich Mons fortgesetzt, um dann am 19. Mai Auffangstellungen zwischen Escaut de Condé-sur-Escaut und Prouvy zu beziehen. Am 20. Mai traf die 1er division d’infanterie motorisée (1. motorisierte Infanteriedivision) zur Verstärkung ein, woraufhin die Frontlinie bis Bruay-sur-Escaut verlängert werden konnte.
Bis zum 23. Mai wurde am Ausbau der Stellungen gearbeitet und am selben Tag ein deutscher Angriff zurückgewiesen. Die Brücken über die Escaut konnten gesprengt werden. Am 24. Mai konnte ein erneuter Infanterieangriff bei Anzin und Trith-Saint-Léger durch das 4e RI und das 27e RI abgewiesen werden. Am 26. Mai wurde der Rückzug auf Lille fortgesetzt. Hierbei wurden die Truppen der Division auf den überlasteten Straßen stark durcheinander geworfen. Am 28. Mai war der größte Teil der Division dann in einem Vorort südlich von Lille eingekesselt worden. Die entkommenen Teile überquerten am Abend des 27. Mai die Deûle und zogen sich auf Dünkirchen zurück. Hierbei handelte es sich um das 1. Bataillon des 27e RI, sowie einige Versprengte. Diese Truppe wurde in Dünkirchen am 1. Juni 1914 auf Schiffe verladen und am 3. Juni in Brest an Land gesetzt. Teile des Regiments vermischten sich mit dem 123e bataillon d’infanterie (wurde dann zum 3. Bataillon des 43e régiment d’infanterie). Das 2. und 3. Bataillon wurden zunächst in das Groupement Molinié eingegliedert. Gegen 1830 Uhr am 27. Mai wurde das 3. Bataillon bei Templeuve durch motorisierte deutsche Patrouillen eingekesselt. Der verbliebene Rest des Regiments kämpfte am 27. Mai noch bei der Verteidigung von Wattignies und Templemars. Gegen 17:00 Uhr erging der Rückzugsbefehl auf Faubourg des postes (Lille), das von der 4e GRDI (Groupe de reconnaissance de division d’infanterie – Infanteriedivisions-Aufklärungsgruppe) verteidigt wurde. Die Verteidigung von Faubourg des Postes wurde noch bis zum 29. Mai 1940 um 1900 Uhr fortgesetzt, bis der General Juin die Einstellung des Feuers befahl. Um 1930 Uhr drangen die Deutschen in Faubourg des Postes ein und nahmen die Verteidiger gefangen.
Mit Wirkung vom 5. Februar 1941 wurde in Frankreich die Organisation des Militärs in der unbesetzten Zone neu geregelt. Das 27e RI wurde in Montmorillon neu aufgestellt. Nach der deutschen Besetzung der freien Zone wurde es am 27. November 1942 wieder aufgelöst.
Am 15. Oktober 1944 wurde das „27e régiment d’infanterie“ neu aufgestellt. Am 20. Dezember 1944 bestand es aus 648 Mann in zwei Bataillonen. Bis zum Kriegsende wurde es bei der Belagerung des bis dahin von den Deutschen gehaltenen Saint-Nazaire eingesetzt.

## Uniformen des Ancien Régime

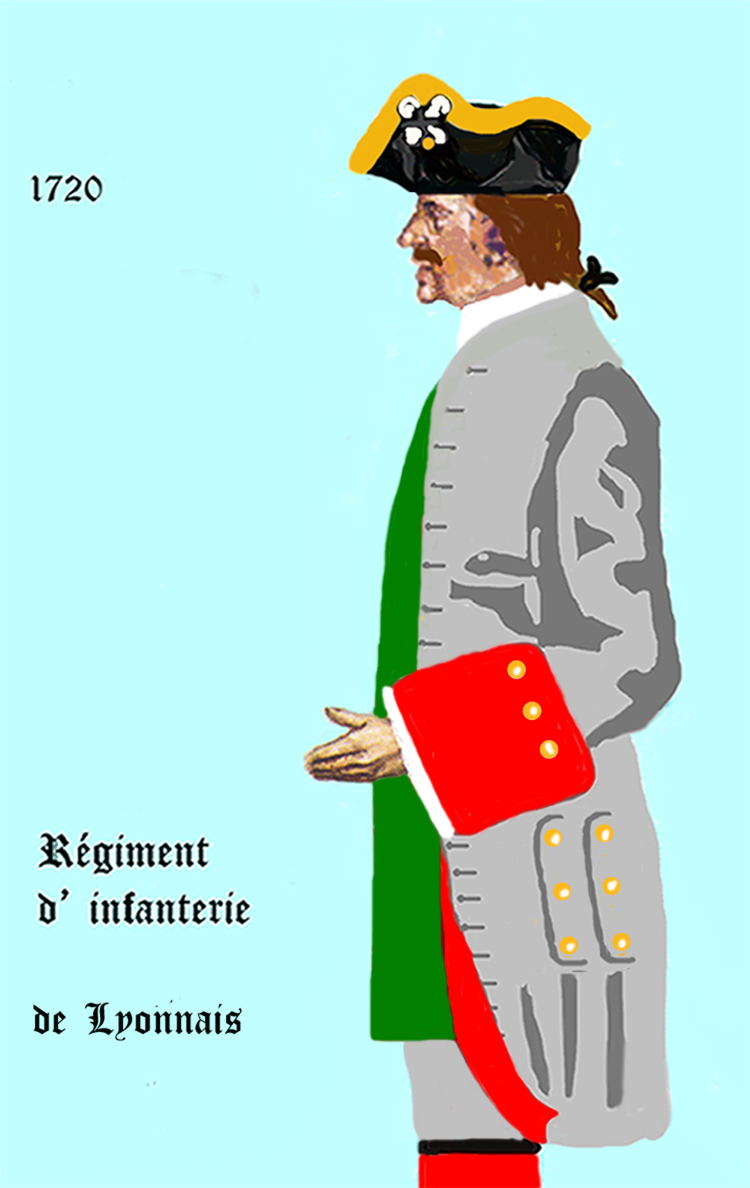
régiment de Lyonnais 1720–1734
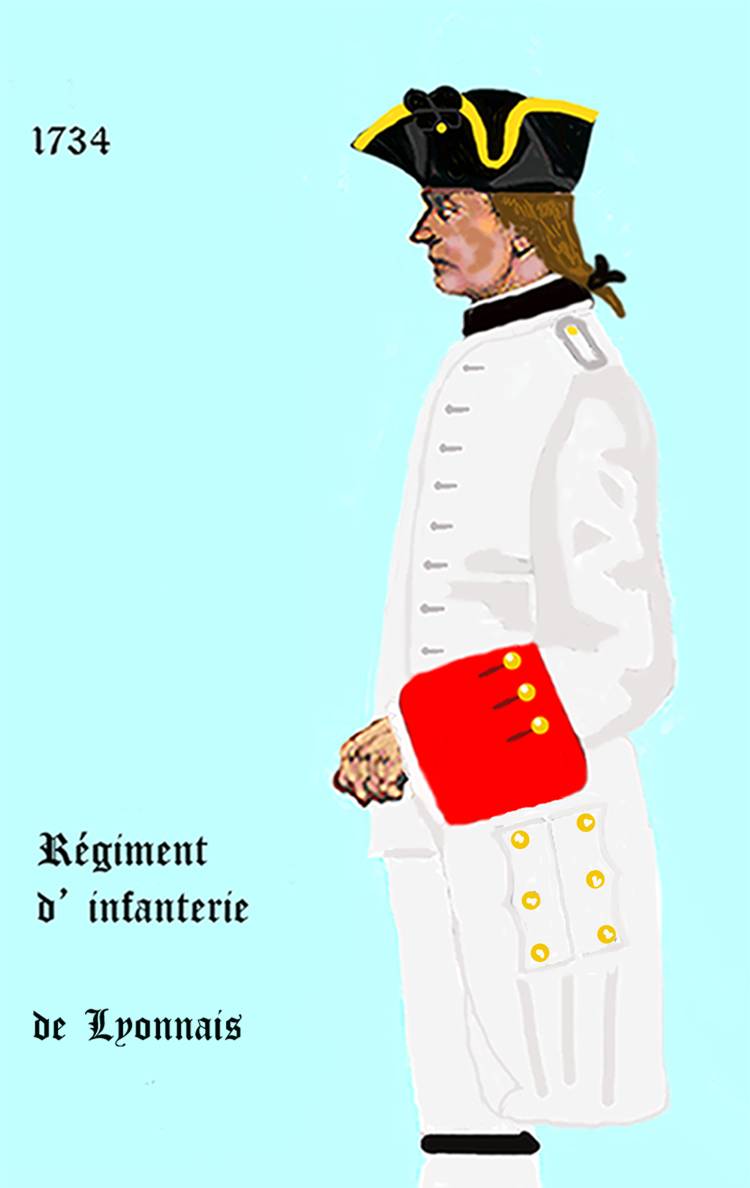
régiment de Lyonnais 1734–1762
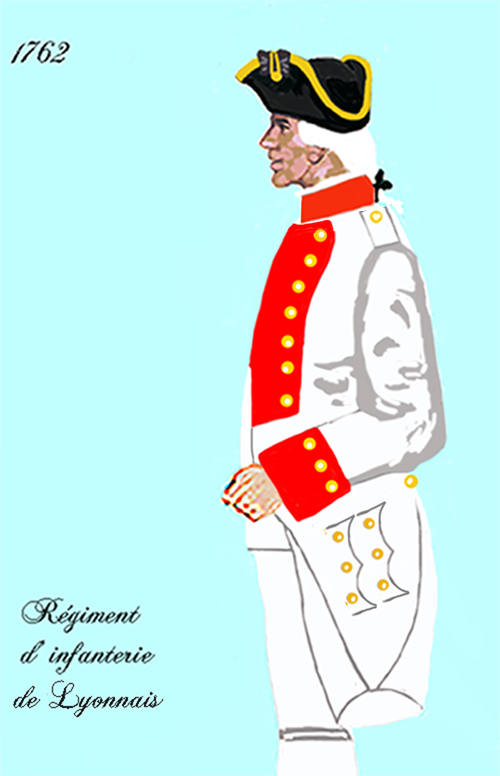
régiment de Lyonnais 1762–1776
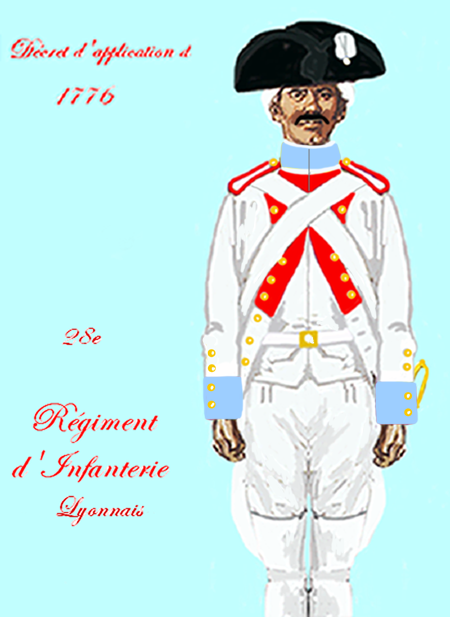
régiment de Lyonnais 1776–1779

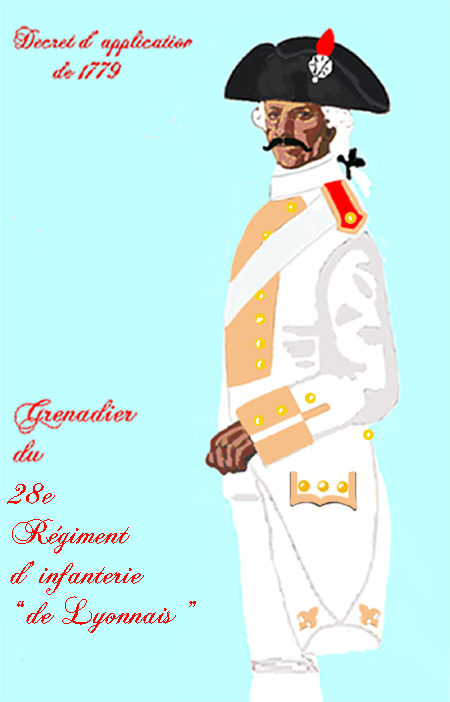
régiment de Lyonnais 1779–1791
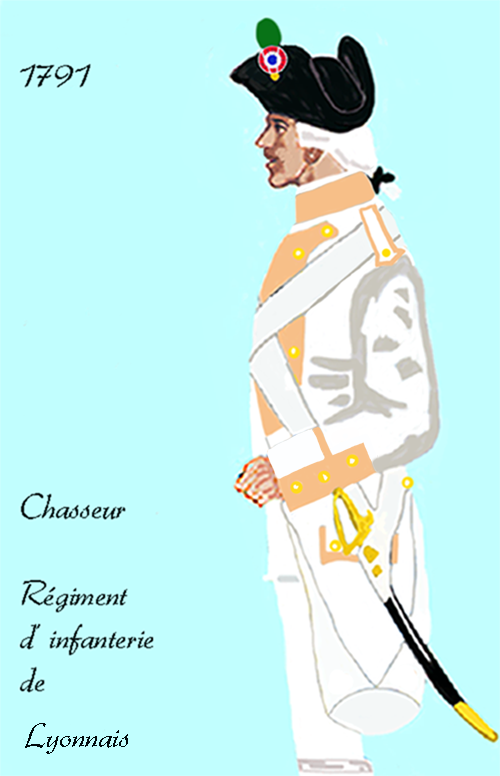
27e régiment d’infanterie de ligne 1791–1794

## Regimentsfahne

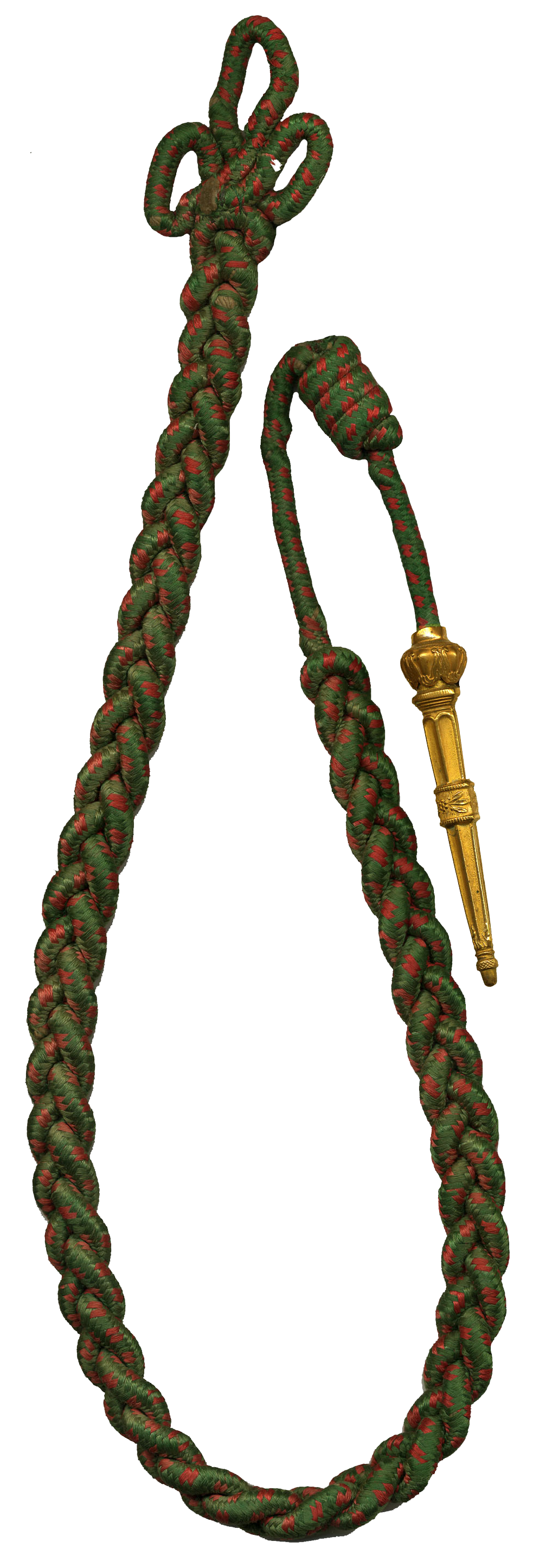
Fourragère in den Farben des Croix de guerre 1914–1918

Auf der Rückseite der Regimentsfahne sind (seit Napoleonischer Zeit) in goldenen Lettern die Feldzüge und Schlachten aufgeführt, an denen das Regiment ruhmvoll teilgenommen hat.

## Auszeichnungen
Das Fahnenband ist mit dem Croix de guerre mit zwei Palmenzweigen, einem vergoldeten und einem silbernen Stern dekoriert.
Diese Auszeichnungen erhielt es für:
- zwei lobende Erwähnungen im Armeebericht,
- eine lobende Erwähnung im Armeekorpsbericht,
- eine lobende Erwähnung im Divisionsbericht.

Die Angehörigen des Regiments haben das Recht, die Fourragère in den Farben des Croix de guerre 1914–1918 zu tragen.